# Zafír földigalamb
A zafír földigalamb (Geotrygon saphirina) a madarak (Aves) osztályának galambalakúak (Columbiformes) rendjébe és a galambfélék (Columbidae) családjába tartozó  faj.

## Rendszerezése
A fajt Charles Lucien Jules Laurent Bonaparte francia ornitológus írta le 1855-ben.

## Alfajai
- Geotrygon saphirina saphirina (Bonaparte, 1855) - Ecuador keleti része, Peru északi és középső része és nyugat-Brazília
- Geotrygon saphirina rothschildi (Stolzmann, 1926) - a Marcapata-völgy Peru délkeleti részén  [2]

## Előfordulása
Dél-Amerikában, Brazília, Kolumbia, Ecuador és Peru területén honos. Természetes élőhelyei a szubtrópusi és trópusi síkvidéki és hegyi esőerdők. Állandó, nem vonuló faj.

## Megjelenése
Testhossza 26 centiméter.

## Természetvédelmi helyzete
Az elterjedési területe rendkívül nagy, egyedszáma ugyan csökken, de még nem éri el kritikus szint. A Természetvédelmi Világszövetség Vörös listáján nem fenyegetett fajként szerepel.